# 薩克森-阿爾滕堡的亞歷山德拉
薩克森-阿爾滕堡的亞歷山德拉（德語：Alexandra von Sachsen-Altenburg，1830年7月8日—1911年7月6日）是俄罗斯帝国大公夫人，出身自德國萨克森-阿尔滕堡家族。她的丈夫是俄罗斯沙皇尼古拉一世之子，大公康斯坦丁·尼古拉耶维奇。
1848年9月11日，她和康斯坦丁大公在冬宫结婚，生下六名孩子。透过她的大女兒奥尔嘉·康斯坦丁诺芙娜，亞歷山德拉的后代包括英国、西班牙、希腊的王室成员，例如爱丁堡公爵菲利普亲王。